# 第一羅馬尼亞裔美國人猶太會堂

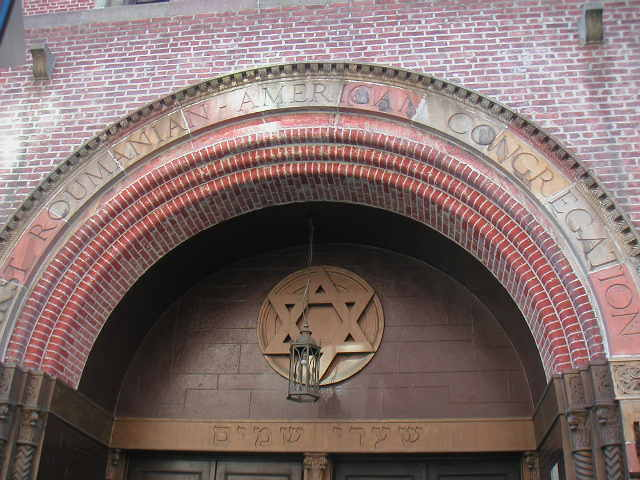

第一羅馬尼亞裔美國人猶太會堂（英語：First Roumanian-American Congregation）是美國紐約市的一座猶太教正統派的猶太會堂。位於下東城。這座猶太會堂設計於1885年，最初是一座教堂，修建於1860年。在1940年代，這座猶太會堂的會員人數曾有千人。但在2000年代初，由於猶太人遷出下東城，會堂的會員人數下降到只有40人。2006年，第一羅馬尼亞裔美國人猶太會堂被拆除。